# Chugá
Chugá ist eine Ortschaft und eine Parroquia rural („ländliches Kirchspiel“) im Kanton Pimampiro der ecuadorianischen Provinz Imbabura. Die Parroquia besitzt eine Fläche von 44,7 km². Die Einwohnerzahl lag im Jahr 2010 bei 1080.

## Lage
Die Parroquia Chugá liegt in den Anden im Norden von Ecuador. Das Gebiet wird von den Quellflüssen des Río Chota, Río Mataquí und Río Escudillas, im Westen und im Norden begrenzt. Die Quebrada Huambi, ein rechter Nebenfluss des Río Mataquí, fließt entlang der südlichen Verwaltungsgrenze nach Westen. Die östliche Verwaltungsgrenze verläuft entlang der kontinentalen Wasserscheide. Im Südosten der Parroquia erhebt sich der 3869 m hohe Loma El Corazon. Der 2680 m hoch gelegene Hauptort Chugá befindet sich 4 km ostsüdöstlich vom Kantonshauptort Pimampiro. 
Die Parroquia Chugá grenzt im Norden an die Provinz Carchi mit den Parroquias San Rafael und Monte Olivo (beide im Kanton Bolívar), im Osten an die Provinz Sucumbíos mit der Parroquia La Sofía (Kanton Sucumbíos), im Süden an die Parroquia San Francisco de Sigsipamba sowie im Südwesten und im Westen an die Parroquia Pimampiro.

## Orte und Siedlungen
In der Parroquia gibt es folgende Comunidades: San Onofre, San Francisco, El Palmar, Pan de Azúcar und El Sitio.

## Geschichte
Die Gründung der Parroquia Chugá wurde am 25. Februar 1955 im Registro Oficial N° 751 bekannt gemacht und wirksam.